# Catamarqueñazo
El Catamarqueñazo fue una insurrección popular sucedida en ciudad de San Fernando del Valle de Catamarca, capital de la provincia de Catamarca, el 17 de noviembre de 1970. Formó parte de una serie de puebladas en Argentina entre 1969 y 1972 -, todas ellas nombradas con palabras finalizadas con el sufijo "azo"-, contra la dictadura gobernante autodenominada "Revolución Argentina". En el curso de la misma fueron asesinados por las fuerzas de seguridad, la joven María Ester Pacheco de 19 años y el niño Mario Agüero de 14 años.

## Los hechos
El conflicto social se había incrementado en las semanas anterior y en ocasión de la huelga general nacional de 36 horas decretada por la CGT para los días 12 y 13 de noviembre, los principales dirigentes sindicales de la provincia habían sido detenidos desencadenando una violenta protesta popular hasta que los detenidos fueron puestos en libertad, ese mismo día. El Catamarqueñazo se inició el día 17 de noviembre, a raíz de una huelga iniciada ese día por la policía provincial. 
Las fuerzas sindicales, juveniles y políticas se solidarizaron con los policías en huelga y una gran manifestación popular se dirigió a tomar la casa de gobierno, protegida por la Policía Federal y la Gendarmería que dispararon sobre la multitud asesinando a la joven María Ester Pacheco de 19 años y al niño Mario Agüero de 14 años.